# Pinchinthorpe
Pinchinthorpe är en by i civil parish Guisborough, i distriktet Redcar and Cleveland, i grevskapet North Yorkshire, i England. Byn är belägen 10 km från Redcar. Pinchinthorpe var en civil parish från 1866 till 1974 då den blev en del av Guisborough. Civil parish hade 54 invånare år 1951. Byar nämndes i Domedagsboken (Domesday Book) år 1086, och kallades då Oustorp/Torp.